# Cincinnati Bengals 1998
La stagione 1998 dei Cincinnati Bengals è stata la 30ª della franchigia nella National Football League, la 32ª complessiva. La squadra concluse con un record di 3–13 per la quarta volta negli anni novanta, con il nuovo quarterback Neil O'Donnell che subì 30 sack. Malgrado cattive prestazioni della linea offensiva, il running back Corey Dillon si impose come uno dei migliori del suo ruolo nella NFL, correndo 1.120 yard. L'unica nota positiva per i Bengals nel 1998 fu battere in entrambi i confronti i rivali di division di Pittsburgh. 

## Roster
| Roster dei Cincinnati Bengals nel 1998 |
| --- |
| Quarterback - 10 Paul Justin - 15 Eric Kresser Running Back - 36 Brandon Bennett - 21 Eric Bieniemy - 28 Corey Dillon - 44 Brian Milne FB Wide Receiver - 84 Damon Gibson PR - 85 James Hundon - 80 Willie Jackson - 81 Carl Pickens - 86 Darnay Scott - 87 Stepfret Williams Tight End - 89 Marco Battaglia - 88 Steve Bush - 82 Tony McGee Offensive Linemen - 71 Willie Anderson T - 74 Rich Braham G - 65 Darrick Brilz C - 75 Anthony Brown T - 63 Mike Goff G - 60 Rod Jones G - 64 Rod Payne C - 77 Kevin Sargent T - 68 Scott Shaw G Defensive Linemen - 90 Michael Bankston DE - 94 Jevon Langford DE - 97 Andre Purvis DE - 96 Clyde Simmons DE - 93 Mike Thompson DT - 67 Kimo von Oelhoffen DT Linebacker - 95 Steve Foley OLB - 50 James Francis OLB - 91 Billy Granville - 57 Adrian Ross OLB - 56 Brian Simmons ILB - 51 Takeo Spikes ILB - 55 Reinard Wilson OLB Defensive Back - 33 Ashley Ambrose CB - 40 Myron Bell S - 27 Artrell Hawkins CB - 34 Tremain Mack CB - 24 Ric Mathias - 31 Greg Myers FS - 20 Thomas Randolph CB - 35 Sam Shade SS Special Team - 11 Lee Johnson P - 9 Doug Pelfrey K - 59 Greg Truitt LS Lista delle riserve - 66 Ken Blackman G (IR) - 8 Jeff Blake QB (IR) - 32 Ki-Jana Carter RB (IR) - 16 Alonzo Clayton WR (IR) - 92 John Copeland DE (PUP) - 12 Neil O'Donnell QB (IR) - 70 Glen Steele DT (IR) - 53 Tom Tumulty LB (IR) Squadra di allenamento - 76 Mike Doughty T - 52 Tim Terry LB |
| Legenda - I rookie sono in corsivo. - Il primo ruolo è il principale mentre gli eventuali successivi indicano i ruoli secondari. - (IR) sta per Injured Reserve ed indica la lista ristretta per un solo giocatore infortunato che può tornare ad allenarsi dopo la settimana 6 e a rientrare in prima squadra dopo che questa ha giocato 8 partite. - (NF-Inj.) / (NF-Ill.) stanno rispettivamente per Non-Football Injured e Non-Football Illness ed indicano le liste dove viene inserito un giocatore che ha un infortunio o una malattia non dipendente dal football americano. - (PUP) sta per Physically Unable to Perform ed indica la lista dove viene inserito un giocatore mentre è in attesa di recuperare la condizione fisica. Nella stagione regolare dopo la sesta partita giocata dalla propria squadra, il giocatore ha tempo tre settimane per riprendere ad allenarsi, più tre settimane aggiuntive dal suo rientro agli allenamenti per rientrare in prima squadra. |

## Calendario
| Stagione regolare |                    |                         |                    |                    |                    |
| Turno             | Data               | Avversario              | Risultato          | Record             | Pubblico           |
| 1                 | 6 settembre        | Tennessee Oilers        | S 14–23            | 0–1                | 55,848             |
| 2                 | 13 settembre       | at Detroit Lions        | V 34–28            | 1–1                | 66,354             |
| 3                 | 20 settembre       | Green Bay Packers       | S 6–13             | 1–2                | 56,346             |
| 4                 | 27 settembre       | at Baltimore Ravens     | S 24–31            | 1–3                | 68,154             |
| 5                 | Settimana di pausa | Settimana di pausa      | Settimana di pausa | Settimana di pausa | Settimana di pausa |
| 6                 | 11 ottobre         | Pittsburgh Steelers     | V 25–20            | 2–3                | 59,979             |
| 7                 | 18 ottobre         | at Tennessee Oilers     | S 14–44            | 2–4                | 33,288             |
| 8                 | 25 ottobre         | at Oakland Raiders      | S 10–27            | 2–5                | 40,089             |
| 9                 | 1 novembre         | Denver Broncos          | S 26–33            | 2–6                | 59,974             |
| 10                | 8 novembre         | at Jacksonville Jaguars | S 11–24            | 2–7                | 67,040             |
| 11                | 15 novembre        | at Minnesota Vikings    | S 3–24             | 2–8                | 64,232             |
| 12                | 22 novembre        | Baltimore Ravens        | S 13–20            | 2–9                | 52,571             |
| 13                | 29 novembre        | Jacksonville Jaguars    | S 17–34            | 2–10               | 55,432             |
| 14                | 6 dicembre         | Buffalo Bills           | S 20–33            | 2–11               | 54,359             |
| 15                | 13 dicembre        | at Indianapolis Colts   | S 26–39            | 2–12               | 55,179             |
| 16                | 20 dicembre        | at Pittsburgh Steelers  | V 25–24            | 3–12               | 52,017             |
| 17                | 27 dicembre        | Tampa Bay Buccaneers    | S 0–35             | 3–13               | 49,826             |

Note
- Gli avversari della propria division sono in grassetto.

## Classifiche
| AFC Central Division     |    |    |   |      |     |     |     |
|                          | V  | S  | P | %    | PF  | PS  | STR |
| (3) Jacksonville Jaguars | 11 | 5  | 0 | .688 | 392 | 338 | V1  |
| Tennessee Oilers         | 8  | 8  | 0 | .500 | 330 | 320 | S2  |
| Pittsburgh Steelers      | 7  | 9  | 0 | .438 | 263 | 303 | S5  |
| Baltimore Ravens         | 6  | 10 | 0 | .375 | 269 | 335 | V1  |
| Cincinnati Bengals       | 3  | 13 | 0 | .188 | 268 | 452 | S1  |